# Tevatron

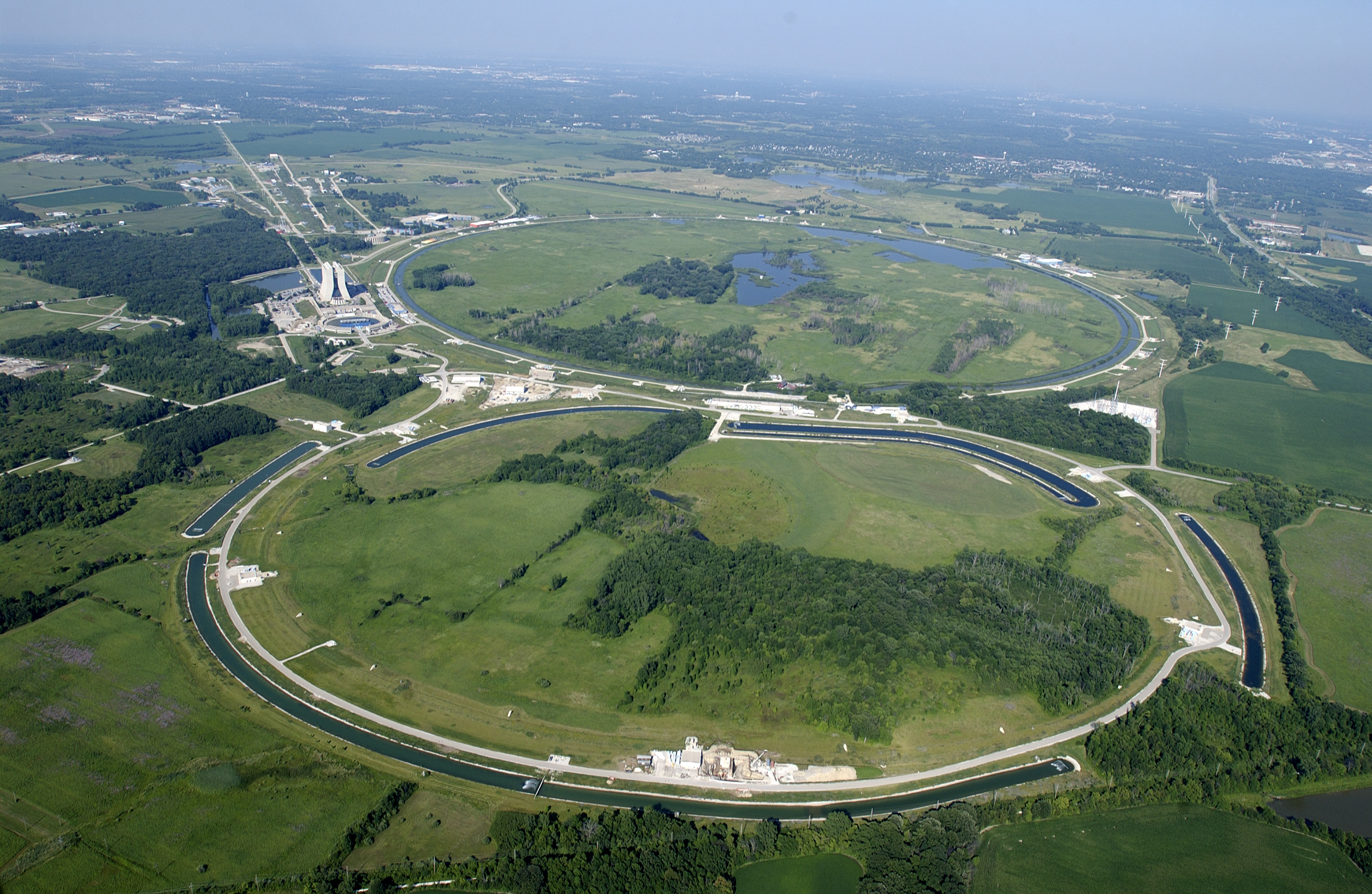
Il Tevatron (sullo sfondo) e il Main Injector.

Il Tevatron è stato un acceleratore di particelle (o sincrotrone) del Fermi National Accelerator Laboratory a Batavia (IL), negli Stati Uniti d'America. Il Tevatron accelerava protoni e antiprotoni in un anello di 6,3 km sviluppando un'energia che arrivava fino a 1 TeV. Completato nel 1983 con un costo di 120 milioni di dollari è stato regolarmente aggiornato a partire da quel momento. La costruzione dell'iniettore principale (Main Injector) è stata la modifica più importante, è durata 5 anni a partire dal 1994 con un costo finale di 290 milioni di dollari.

## Funzionamento
L'accelerazione delle particelle era ottenuta mediante una serie passaggi. Il primo stadio è un generatore di Cockroft-Walton, che funge da pre-acceleratore. In esso una "sorgente di ioni" riceve da una bombola dell'idrogeno gassoso, lo ionizza e utilizzando un potenziale elettrico lo accelera sotto forma di ioni negativi (formati da un protone e due elettroni) ad un'energia di 750 KeV. L'uso di ioni negativi ha dei vantaggi in termini di intensità del fascio di particelle generabile dalla macchina. Tali ioni attraversano in seguito un acceleratore lineare (linac) di 150 m di lunghezza, e vedono aumentare la propria energia fino a 400 MeV, spinti da campi elettromagnetici ad una frequenza di 201.25MHz. Gli ioni passano infine attraverso una sottile lamina di carbonio, la quale rimuove gli elettroni e permette ai protoni rimasti di accedere al Booster.
Il Booster è un piccolo acceleratore circolare, che ciascun protone percorre fino a 20.000 volte per raggiungere un'energia di circa 8 GeV. Dal Booster le particelle passano nel Main Injector, terminato nel 1999, che può accelerarle fino a 150 GeV. Esso può inoltre produrre protoni ad un'energia di 120 GeV, utilizzati per la creazione di antiprotoni e per esperimenti di fisica dei neutrini.
Gli antiprotoni si ottengono facendo collidere i protoni provenienti dal Main Injector con un bersaglio di nichel e selezionando i pochi antiprotoni prodotti in mezzo alla pioggia di particelle risultante da tali collisioni. La produzione di un antiprotone è difatti un evento raro, ed avviene solo una volta ogni centomila collisioni di protoni sul bersaglio.
Gli antiprotoni vengono quindi convogliati verso due anelli di accumulazione connessi in successione che costituiscono la Sorgente di Antiprotoni. In essa viene ridotto il moto caotico che caratterizza gli antiprotoni appena creati (raffreddamento, in inglese antiproton cooling) in un moto più ordinato, che rende più facile focalizzare in seguito il fascio di particelle per ottenere una grande frequenza di collosioni, d'interesse per gli esperimenti. Il cooling fu inventato da Simon van der Meer.
Un ulteriore anello di accumulazione (il Recycler), che corre nello stesso tunnel del Main Injector, accetta gli antiprotoni dalla Sorgente e applica un ulteriore raffreddamento agli antiprotoni per mezzo di campi elettormagnetici (stochastic cooling) e per mezzo di un fascio di elettroni (electron cooling) accelerato da un Generatore di Van de Graaff molto avanzato, il Pelletron. Protoni e antiprotoni sono in seguito inviati al Tevatron vero e proprio.
Nel Tevatron, le particelle provenienti dal Main Injector sono accelerate fino a 980 GeV. I protoni e gli antiprotoni sono accelerati in direzioni opposte e si scontrano, in corrispondenza dei rilevatori CDF e DØ, all'energia nel centro di massa di 1.96 TeV. Per mantenere le particelle in orbita lungo il percorso stabilito, il Tevatron utilizza magneti superconduttori raffreddati da elio liquido, che producono un campo magnetico di intensità pari a 4,2 tesla.
Il sistema di raffreddamento del Tevatron è stato dichiarato "International Historic Landmark" dall'American Society of Mechanical Engineers, il 27 settembre 1993. Dal momento del suo completamento (avvenuto nel 1978) esso è divenuto l'impianto criogenico di grandi dimensioni operante alla temperatura più bassa a livello mondiale, permettendo di mantenere le spire dei magneti allo stato superconduttivo. Ciò permette al laboratorio di consumare solo 1/3 della potenza richiesta da magneti operanti a temperature ordinarie. Tale record di temperatura è stato in seguito superato dal Large Hadron Collider del CERN al momento del suo avvio nel 2008.
Il 30 settembre 2011, dopo 28 anni di attività viene annunciata la chiusura dell'acceleratore.

## Scoperte
Nel 1995 gli esperimenti CDF e DØ hanno permesso di determinare l'esistenza del quark top, e nel 2007 ne hanno misurato la massa con una percentuale di errore vicina all'uno per cento. Nel 2006, inoltre, è stata osservata per la prima volta l'oscillazione Bs.